# Perconia inaequaria
Perconia inaequaria là một loài bướm đêm trong họ Geometridae.